# Klęczany (powiat gorlicki)
Klęczany – wieś w Polsce, położona w województwie małopolskim, w powiecie gorlickim, w gminie Gorlice, znajduje się na lewym brzegu rzeki Ropy przy ujściu potoku Moszczanka

W Klęczanach znajduje się stacja pomiarów stanu wody rzeki Ropy.

W latach 1975–1998 miejscowość należała administracyjnie do województwa nowosądeckiego. Przez wieś przebiega droga krajowa 28 Zator – Wadowice – Nowy Sącz – Gorlice – Biecz – Jasło – Krosno – Sanok – Medyka.
W Klęczanach działa koło gospodyń wiejskich, uczniowski klub sportowy „Płomień” oraz ochotnicza straż pożarna, która powstała 14 lipca 2010.

## Integralne części wsi
| SIMC    | Nazwa    | Rodzaj    |
| ------- | -------- | --------- |
| 0425350 | Ćwiercie | część wsi |
| 0425366 | Place    | część wsi |
| 0425372 | Za Górą  | część wsi |

## Historia
Wieś została założona prawdopodobnie w XIII wieku przez przedstawicieli rodu Pieniążków, właścicieli pobliskich Dominikowic. Potrzeby gospodarcze spowodowały przeniesienie przez króla Kazimierza III Wielkiego w 1342 Klęczan na prawo niemieckie. Od XV wieku wioska była własnością Pawła Wierzbięty herbu Strzemię. Jak podają akty parafialne pochodzące z niedalekiej Kobylanki kolejny dziedzic Klęczan – Jan Kleczewski został hojnym donatorem tamtejszego kościoła. Od XVI wieku nowymi właścicielami zostali Wielopolscy, natomiast od XVIII wieku Skrzyńscy. Za ich sprawą w wiosce powstały zabudowania dworskie.
Na przełomie XIX i XX wieku w Klęczanach działalność rozpoczęła szkoła powszechna. W 1920 otrzymała oddzielny budynek, dysponujący jedną salą lekcyjną. Budynek obecnej szkoły podstawowej powstał w 1962 roku. Od 2002 działa Zespół Szkół w Klęczanach, w którego skład wchodzą: Oddział Przedszkolny w Szkole Podstawowej, Szkoła Podstawowa im. św. Jadwigi Królowej oraz Gimnazjum im. św. Jadwigi Królowej.
Od 14 września 2004 istnieje parafia Matki Bożej Saletyńskiej, należąca do dekanatu Biecz, diecezji rzeszowskiej. Wcześniej (od 1984) działała w wiosce kaplica pełniąca funkcje kościoła filialnego parafii Kobylanka.